# Генрик Кадий
Генрик Кароль Клеменс Кадий (пол. Henryk Karol Klemens Kadyi; 23 травня 1851, Перемишль — 25 жовтня 1912, Львів) — польський професор описової анатомії і патології, ректор Львівського університету (1898—1899). Спричинився до піднесення ветеринарної медицини до рангу університетських дисциплін.

## Життєпис
Син Людвіка і Климентини. Його брати: Юліуш (помер 1916, радник двору) і Юзеф (лікар). Закінчив медичний факультет Віденського університету (1875). У 1878 році став доцентом описової та порівняльної анатомії Ягеллонського університету. Впродовж 1881—1894 років професор нормальної анатомії і гістології, а до 1890 року — патологічної анатомії і загальної патології в Академії ветеринарної медицини у Львові. Був організатором і першим деканом відновленого в 1894 році медичного факультету Львівського університету. Від 1894 до 1912 року — професор кафедри нормальної і топографічної анатомії Львівського університету. У 1898—1899 роках ректор [Львівський університет|Львівського університету]]. У 1889 році став членом-кореспондентом Польської академії знань у Кракові. У 1894—1895 роках був головою Польського товариства природників ім. Коперника.
Помер 25 жовтня 1912 року внаслідок септичного зараження після бальзамування останків померлого Станіслава Бадені. Похований на Личаківському цвинтарі.

### Сім'я
Дружина — Розалія. Дочка — Ядвіга Квятковська, дружина Яна Єжи — обоє трагічно загинули в грудні 1917 року.

### Вшанування пам'яті
Його іменем названо вулиці в Перемишлі, Яслі та у Львові (сьогодні вул. Кутова на Погулянці).

## Вибрані праці
- «Kilka przypadków zboczeń układu naczyniowego» (1881)
- «Ueber die Nothwendigkeit des thierärztlichen Studiums. M. Perles» (Відень 1891)
- «O naczyniach krwionośnych rdzenia pacierzowego ludzkiego»
- «Rozwój i działalność c. k. Szkoły Weterynaryi we Lwowie od jej założenia w r. 1881 aż do końca roku szkolnego 1893/4»
- «O barwieniu ośrodków nerwowych przy pomocy zaprawy (bajcowania) solami metali ciężkich»[недоступне посилання] (1900)
- «Ueber die Färbung der nervösen Centralorgane nach Beizung mit Salzen schwerer Metalle» (1901)
- «Metoda barwienia szarej istoty myzgu i rdzenia karminem po zaprawieniu octanem uranowym» (1907)